# دژو مولنار
دژو مولنار (مجاری: Dezső Molnár؛ زادهٔ ۱۲ دسامبر ۱۹۳۹) بازیکن فوتبال اهل مجارستان بود.
از باشگاه‌هایی که در آن بازی کرده‌است می‌توان به باشگاه ورزشی واشاش اشاره کرد.
وی همچنین در تیم ملی فوتبال مجارستان بازی کرده‌است.